# Amqui
Pour les articles homonymes, voir Amqui (homonymie).
Amqui [amkwi]  est une ville canadienne au Québec, chef-lieu de la MRC de La Matapédia, dans la région administrative du Bas-Saint-Laurent et dans la région touristique de la Gaspésie. 

## Toponymie
Le mot micmac amqui, qui peut aussi être orthographié sous les formes humqui, unkoui et ankwi, a pour signification : « là où l'on s'amuse » ou « lieu d'amusement et de plaisir ». Une hypothèse pour expliquer ce toponyme est le « jeu de l'eau » qui tourbillonne à la rencontre des rivières Humqui et Matapédia. Cependant, l'hypothèse la plus plausible semble moins métaphorique. En effet, Amqui était jadis un endroit où les Premières Nations se rassemblaient pour faire le pow wow, un rassemblement festif traditionnel et religieux,. Lieu où l'eau s'amuse était la vraie signification Micmac. Puisque les rivières s'y croisent. Et cette symbolique servait aux peuple amérindien, pour y faire leurs rencontres. 

## Histoire

### Développement de la région

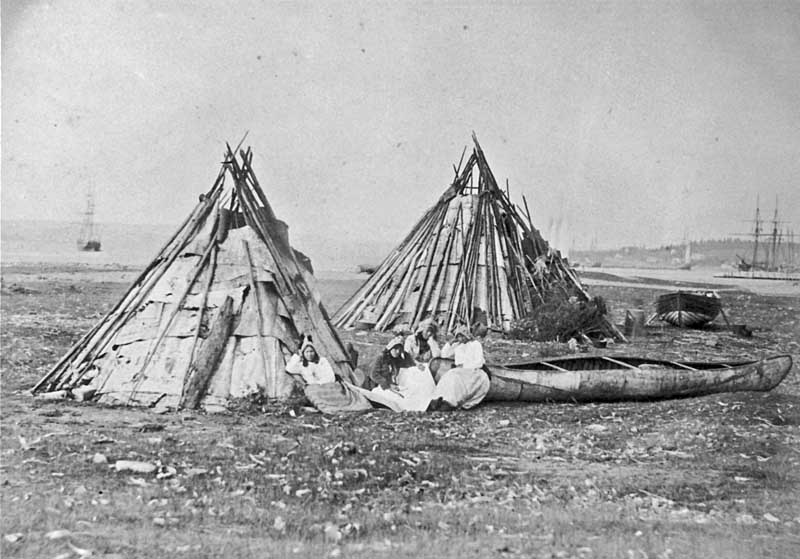
Camp micmac, photographie de Paul-Émile Miot datant de 1857

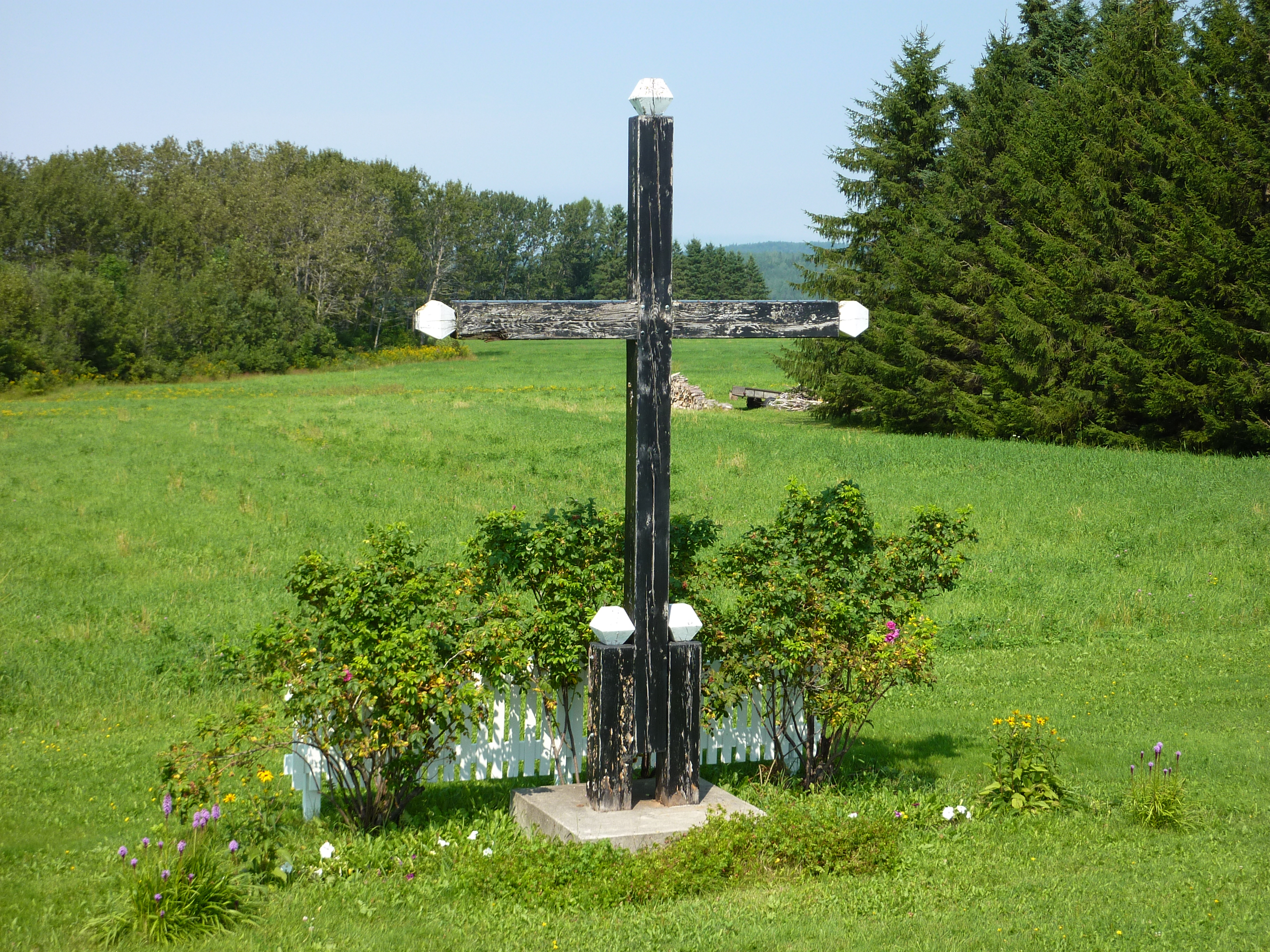
Croix de chemin érigée en 1875 par Marcelline Brochu, épouse de Pierre Brochu, à Sayabec

La région est fréquentée avant le XVIIe siècle, puisque la nation amérindienne des Micmacs habitait déjà la vallée de la Matapédia à l'arrivée des premiers colons de descendance européenne. Des membres des Premières Nations sont demeurés présents autour d'Amqui jusqu'au XXe siècle. En 1694, la seigneurie du lac Madapequia fut concédée à Charles-Nicolas-Joseph D'Amours par le gouverneur de la Nouvelle-France, le comte de Frontenac. Cependant, malgré les lois de l'époque, ce propriétaire ne vient ni habiter ni exploiter le territoire et ne cède pas officiellement la seigneurie.
C'est la construction du chemin Kempt, de 1830 à 1832, et du chemin Matapédia, de 1847 à 1862, qui permet la colonisation de la vallée de la Matapédia. Ensuite, le chemin de fer de l'Intercolonial, construit de 1870 à 1872, est un catalyseur important favorisant l'établissement de l'industrie forestière dans la vallée. Le premier habitant de la vallée de la Matapédia, Pierre Brochu, s'installe à l'embouchure de la rivière Saint-Pierre à la pointe du lac Matapédia, où se situe, de nos jours, Sayabec, en 1833. Il occupait le poste le long du chemin Kempt pour dispenser des secours en cas de besoin et assurer l'hébergement des voyageurs et des postillons. Jusqu'à ce qu'un autre gardien soit ajouté aux Fourches de Causapscal en 1839, il est le seul colon de la vallée de la Matapédia.

### Développement de la ville
Dès 1839, un Autochtone nommé Para avait construit une cabane où se situe, de nos jours, Amqui. Il s'y avait défriché une terre et est ainsi, sans doute, le premier défricheur d'Amqui. En 1847 ou 1848, un Écossais nommé Lowe ou Loof est nommé gardien du chemin Kempt à la décharge du lac Matapédia, c'est-à-dire à Amqui. Cependant, il n'y resta pas longtemps puisque, en 1848, le fils de Pierre Brochu, Marcel Brochu est nommé pour le remplacer. Ainsi, Marcel Brochu, devient le premier habitant canadien-français du territoire d'Amqui lorsqu'il s'y défriche une terre située à environ 2 km de l'église actuelle. Le 3 janvier 1852, il se marie à Séraphine Saint-Laurent qui devient donc la première habitante d'Amqui. Ensemble, ils ont 20 enfants.
Jusqu'à l'établissement du second colon en 1864, la famille de Marcel Brochu est la seule habitant la région d'Amqui. Le deuxième colon fut Thomas Fréchette qui avait travaillé à l'installation de la ligne télégraphique reliant la vallée de la Matapédia au reste du pays. Il s'installe à Amqui avec sa famille en 1864 pour servir de relais télégraphique et il se défriche une terre. Peu après, d'autres familles viennent s'y installer. Le chemin de fer dans la vallée de la Matapédia est construit de 1872 à 1875 et le premier train passe par Amqui le 1er juillet 1876 En 1876, la population d'Amqui est estimée à 150 habitants. Le premier recensement est le rapport effectué par le missionnaire local pour l'évêque de Rimouski datant de 1884 qui indique une population de 330 habitants répartis en 68 familles. Sur ces familles, 65 sont canadiennes-françaises, une est écossaise et deux sont anglaises. La grande majorité est catholique et une trentaine de personnes sont protestantes. À cette époque, plus de 90 % des familles sont des cultivateurs. En 1885, la municipalité scolaire d'Amqui fut érigée. Deux ans plus tard, la première école, connue sous le nom de « Petite école », fut construite. Le rapport du curé de 1887 a dénombré une population de 496 habitants. De plus, le rapport citait qu'il y avait 16 protestants et que toutes les familles étaient d'expression française, à l'exception de trois qui étaient anglaises. Le 26 juillet 1887, l'évêque de Rimouski, Jean Langevin, cède un terrain appartenant à l'évêché adjacent à l'église pour la construction d'une école. Lors de l'érection canonique de la paroisse en 1889, Amqui avait une population de 628 habitants.
Le 20 mai 1890, la municipalité de paroisse d'Amqui est officiellement créée en suivant les mêmes délimitations de la paroisse catholique érigée l'année précédente couvrant une superficie de 21 500 acres,. Ce territoire est en partie situé dans la seigneurie du lac Matapédia et en partie dans les cantons de Lepage, d'Humqui et de Nemtayé. Au cours de la décennie suivante, la population d'Amqui triple, passant de 691 habitants en 1890 à 2 355 en 1900. Cette croissance démographique s'explique à la fois par le haut taux de natalité et par l'arrivée de nouvelles familles. Une arrivée de familles importante se déroule en 1896 et 1897 avec 130 nouvelles familles en deux dont 77 familles acadiennes. En 1900, environ 68 % des familles sont des cultivateurs.
En 1904, le bâtiment de la gare d'Amqui actuel fut construit par le chemin de fer Intercolonial. La même année, la paroisse de Saint-Léon fut créée par détachement de celle d'Amqui, faisant ainsi baisser la population de plus de 600 personnes. De plus, au début des années 1900, des départs massifs vers les États-Unis firent également baisser la population d'Amqui Le 28 octobre 1906, la municipalité de village d'Amqui se détacha de la municipalité de paroisse de Saint-Benoît-Joseph-Labre,. À ce moment, la population d'Amqui est de 1 810 habitants, soit 1 003 personnes de moins que quatre ans plus tôt.

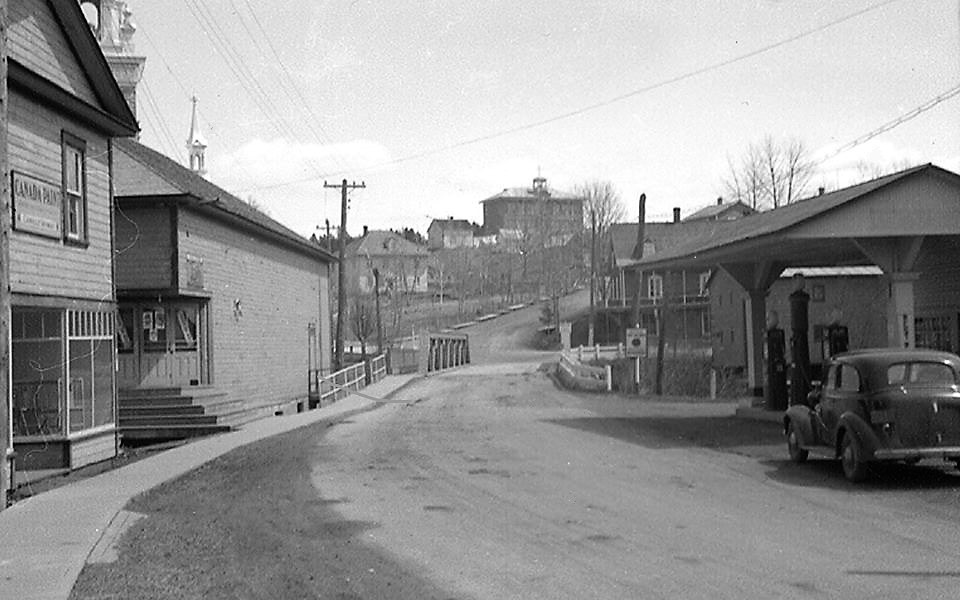
Amqui en 1943

Le 3 août 1910, la Compagnie électrique d'Amqui est fondée surtout grâce aux efforts de Jules-André Brillant qui fut son premier secrétaire-gérant et qui devient son directeur deux ans plus tard. Un des effets le plus bénéfiques de la création de cette compagnie, c'est qu'elle permet d'établir un moulin à farine. En effet, jusque-là, les cultivateurs d'Amqui devaient se rendre soit à Saint-Luce à l'ouest soit à Petit-Rocher à l'est s'ils voulaient faire moudre leurs grains. Ainsi, même les cultivateurs de blé achetaient leur farine au lieu de la produire. En 1911, la population d'Amqui était de 2 400 habitants répartis en 420 familles. La population était surtout agricole puisque 228 familles vivaient sur des terres. En 1917, deux municipalité scolaire furent établies. En 1918, la population atteignit 3 000 habitants répartis en 490 familles dont 260 cultivaient la terre. En 1921, plus de 10 000 acres du territoire d'Amqui servaient pour les cultures, majoritairement pour le foin et pour l'avoine, mais aussi pour le blé, les pommes de terre et l'orge. Cette année-là, la première école de garçons, appelée l'« Académie », fut construite,.
En 1923, la population était de 3 833 habitants. Cette année-là marqua le sommet du nombre de familles cultivatrices avec 350 familles. Néanmoins, l'agriculture étaient considérée comme une nécessité servant à nourrir l'exploitant ; pour faire de l'argent, on exploitait plutôt le bois. En 1924, la paroisse de Saint-Tharcisius se détache d'Amqui, amenant, par le fait même, la population de la ville à 2 970 habitants.
En 1948, l'École Normale fut construite, puis, en 1956, le Collège Saint-Benoît. En 1961, Amqui obtint le statut de ville. La même année, les deux municipalités scolaires furent fusionnées. L'année suivante, l'école secondaire Sainte-Ursule fut établie. En 1969, l'école polyvalente Armand St-Onge fut construite.
En janvier 1991, la ville d'Amqui actuelle fut créée par la fusion de l'ancienne ville d'Amqui et la municipalité de la paroisse de Saint-Benoît-Joseph-Labre.

### Histoire de la paroisse

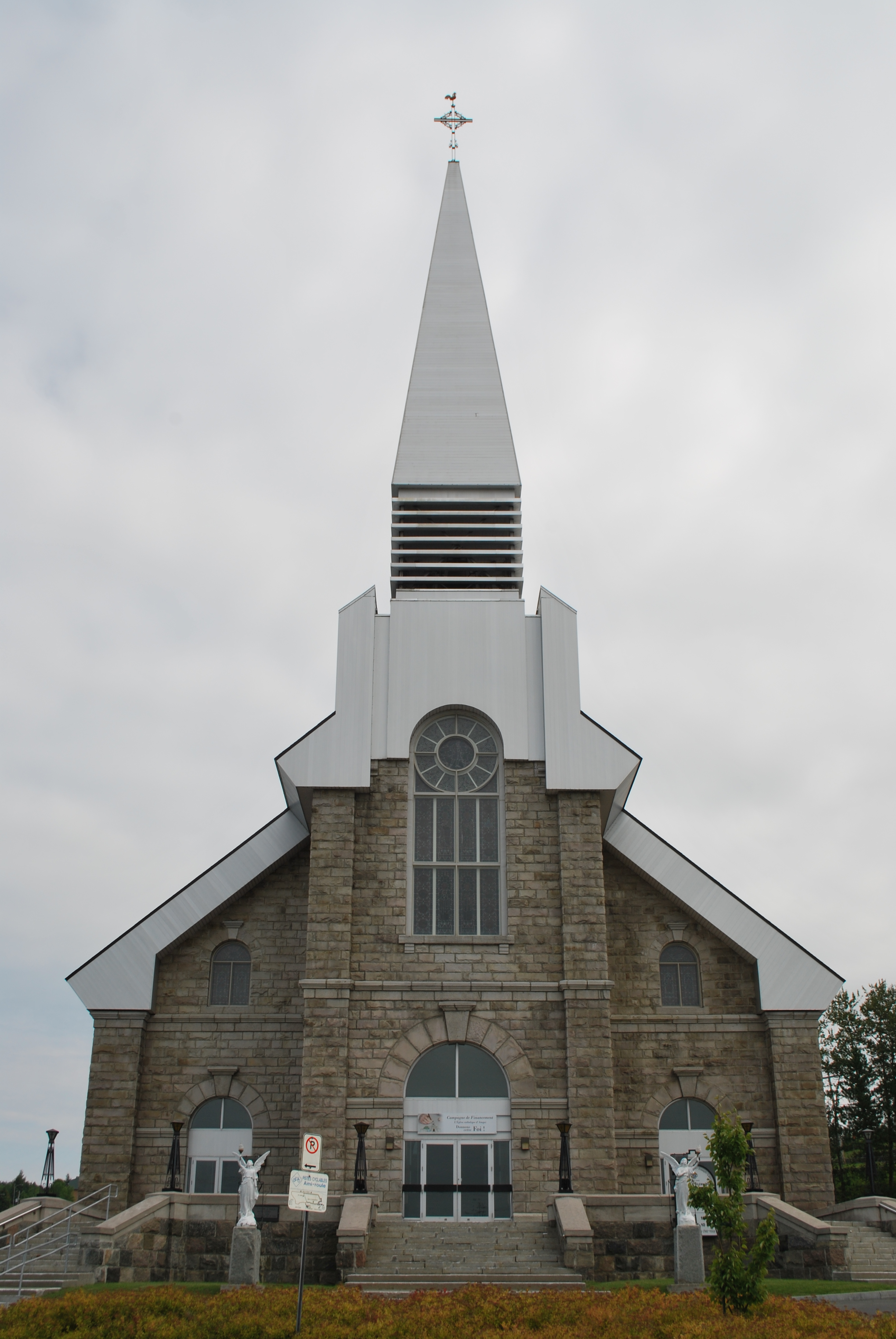
Église Saint-Benoît-Joseph-Labre d'Amqui

À partir du milieu du XIXe siècle, les curés des paroisses de Saint-Luce, de Sainte-Flavie, de Saint-Octave et de Saint-Moïse servaient de missionnaires pour desservir les habitants de la vallée de la Matapédia. Avant 1874, le territoire d'Amqui et de Saint-Edmond (Lac-au-Saumon) ne formaient qu'une seule mission appelée Saint-Edmond. La première chapelle a été construite en 1874 à la suite d'un décret l'autorisant promulgué par l'évêque le 12 septembre. Elle était située à 5 km de l'église actuelle en direction de Matapédia. Avant cela, les sépultures avaient lieu à Saint-Moïse qui est la première paroisse de la vallée.
L'accroissement de la population a rendu la chapelle trop petite. Au lieu de l’agrandir, les résidents ont plutôt envoyé une requête à l'évêché pour la construction d'une nouvelle chapelle à Amqui même qui fut acceptée le 12 décembre 1882 par Jean Langevin, le premier évêque du diocèse de Rimouski. Par la même occasion, ce dernier nomma cette nouvelle mission Saint-Benoît-Joseph-Labre, en l'honneur de Benoît-Joseph-Labre qui venait d'être récemment canonisé par le pape Pie IX,. Celle-ci fut construite en 1884 et la première messe y fut célébré le 25 décembre de cette année-là par le curé de Saint-Moïse, Pierre Brillant, qui était également le missionnaire de Saint-Benoît-Joseph-Labre. D'octobre à décembre 1886, la mission fut confiée à Cajétan Bérubé. Il fut remplacé par Philémon Côté qui fut nommé curé résident à la mission d'Amqui, mais également chargé des missions de Saint-Edmond de Lac-au-Saumon, de Saint-Jacques Causapscal, d'Asstmeuquaghan, de Saint-Ambroise de Millstream (Québec) et de Saint-Laurent de Matapédia. Les registres paroissiaux sont ouverts depuis le 29 décembre 1870.
Le 15 octobre 1889, la mission a été érigée canoniquement en paroisse par un décret de Jean Langevin,. Philémon Côté devint ainsi le premier curé de la paroisse tout en continuant d'être chargé des autres missions de la région. Le 20 mai 1890, la paroisse est érigée civilement. La même année, un presbytère fut construit et Léon D'Auteuil prit la relève en tant que curé de la paroisse d'Amqui et occupa cette fonction pendant 18 ans. Le 3 décembre 1891, une cloche fut bénite par André-Albert Blais pour l'église. En 1897, l'église et la sacristie attenante ont été agrandies. En 1908, Nazaire Caron succéda à Léon D'Auteuil en tant curé et occupa cette fonction pendant 40 ans. De 1917 à 1922, une nouvelle église et un nouveau presbytère ont été construits. La nouvelle église fut bénie solennellement le 8 avril 1922.
En 1946, les Ursulines s'établirent à Amqui. De 1951 à 1952, un nouveau presbytère fut construit. En 1962, Amqui est l'hôte du Congrès eucharistique diocésain qui a réuni des milliers de personnes provenant de 21 paroisses différentes. En 1972, un nouveau cimetière fut érigé à l'extérieur des limites de la ville. Le 4 août 1984, l'église est détruite par le feu et fut reconstruite la même année.
| Nom               | Dates     |
| ----------------- | --------- |
| Cajétan Bérubé    | 1886      |
| Philémon Côté     | 1887-1890 |
| Léon d'Auteuil    | 1890-1908 |
| Nazaire Caron     | 1908-1949 |
| Émile Côté        | 1949-1955 |
| Fortunat Gagnon   | 1955-1966 |
| Georges Côté      | 1966-1970 |
| François Gagnon   | 1970-1980 |
| Gérald Roy        | 1980-1987 |
| Paul-Émile Labrie | 1987-1996 |
| Hermel Lahaie     | 1996-1997 |
| Benoît Caron      | 1997-1999 |
| Norman Lamarre    | 1999-2002 |

### Attaque à la voiture-bélier du 13 mars 2023
Le 13 mars 2023, un peu après 15 h, un individu heurte volontairement et de façon préméditée des piétons sur le boulevard Saint-Benoit ouest à Amqui. Il en résulte la mort de trois personnes et huit autres blessées. Un voisin de l'auteur de l'attaque rapporte qu'il est connu dans le quartier pour son « comportement bizarre ». Grâce au congé donné la journée du drame aux élèves de l'école secondaire Armand Saint-Onge, le pire a été évité, car l'individu avait visé l'établissement scolaire[réf. nécessaire].

## Géographie
Amqui est située sur la rive sud du fleuve Saint-Laurent dans la vallée de la Matapédia à 415 km au nord-est de Québec, à 345 km à l'ouest de Gaspé et à 80 km au nord du Nouveau-Brunswick. Les principales villes à proximité sont Rimouski à 105 km et Mont-Joli à 70 km à l'ouest ainsi que Matane à 65 km au nord. Amqui est située à 25 km à l'est de Sayabec et à 20 km au nord-ouest de Causapscal, les deux plus grandes municipalités de La Matapédia après Amqui. Le hameau de Courtuval fait partie d'Amqui.
La ville est sise dans la vallée formée par les monts Chic-Choc de la chaîne des Appalaches, dans la section des monts Notre-Dame. La vallée est d'origine glaciaire et a été façonnée durant l'ère primaire il y a des millions d'années. La région se caractérise par une grande vallée à pentes douces où serpente la rivière Matapédia orientée du nord-ouest au sud-est. La ville est située à la rencontre des rivières Humqui et Matapédia

### Municipalités limitrophes
La ville d'Amqui est limitrophe de Saint-Vianney et de Saint-Tharcisius au nord, de Saint-Alexandre-des-Lacs à l'est, de Lac-au-Saumon et de Saint-Léon-le-Grand au sud ainsi que de Sainte-Irène et de Val-Brillant à l'ouest.

### Climat
Le climat d'Amqui est tempéré. Le fait que la ville soit entourée par les monts Chic-Choc crée un climat bien particulier à la région: un hiver long et très neigeux ainsi qu'un été humide et chaud. On retrouve tout près un radar du réseau canadien de radars météorologiques qui couvre l'Est du Québec (48° 28′ 49″ N, 67° 36′ 04″ O).
| Mois                                               | jan.         | fév.          | mars         | avril         | mai           | juin         | jui.         | août         | sep.         | oct.          | nov.         | déc.          | année   |
| -------------------------------------------------- | ------------ | ------------- | ------------ | ------------- | ------------- | ------------ | ------------ | ------------ | ------------ | ------------- | ------------ | ------------- | ------- |
| Température minimale moyenne (°C)                  | −20          | −18,9         | −12,2        | −3,8          | 2             | 7,6          | 11,2         | 10,1         | 5,7          | 0,2           | −5,9         | −14,3         | −3,2    |
| Température moyenne (°C)                           | −15          | −13,4         | −7           | 1,2           | 8,1           | 13,9         | 17           | 15,8         | 10,9         | 4,7           | −2,4         | −10,1         | 2       |
| Température maximale moyenne (°C)                  | −9,9         | −7,8          | −1,7         | 6,1           | 14,2          | 20,2         | 22,8         | 21,5         | 16,1         | 9,1           | 1,2          | −5,9          | 7,2     |
| Record de froid (°C) date du record                | −40 1984/22  | −38,9 1971/01 | −35 1984/10  | −28,5 1994/02 | −12,2 1974/02 | −4,5 1990/01 | 1 1980/08    | −2,2 1968/19 | −6 1986/21   | −13,5 1993/26 | −26 1995/30  | −34,4 1971/20 |         |
| Record de chaleur (°C) date du record              | 11 1996/19   | 12 1981/23    | 16,7 1962/30 | 28,5 1987/21  | 32,8 1978/27  | 33,3 1976/06 | 33,5 1983/04 | 33,9 1975/01 | 32,2 1972/01 | 24,5 1983/01  | 18,9 1967/03 | 17,8 1964/25  |         |
| Nombre de jours avec température minimale ≤ −10 °C | 27,2         | 24            | 17,7         | 2,7           | 0             | 0            | 0            | 0            | 0            | 0,18          | 6,6          | 21,1          | 99,5    |
| Nombre de jours avec gel                           | 30,9         | 27,7          | 30,3         | 25,3          | 11,1          | 1,4          | 0            | 0,53         | 4,1          | 17,1          | 27           | 30,6          | 206,1   |
| Nombre de jours avec température maximale ≥ 30 °C  | 0            | 0             | 0            | 0             | 0             | 0,47         | 0,94         | 0,29         | 0            | 0             | 0            | 0             | 1,7     |
| Précipitations (mm)                                | 85,3         | 69,5          | 66,5         | 75,9          | 89,5          | 93,3         | 102,1        | 100,5        | 81,6         | 88            | 98,2         | 81,8          | 1 032,1 |
| dont pluie (mm)                                    | 9,9          | 6,1           | 14,8         | 45,5          | 86,4          | 93,3         | 102,1        | 100,5        | 81,4         | 80,7          | 51,6         | 15,1          | 687,5   |
| dont neige (cm)                                    | 75,4         | 63,5          | 51,7         | 30,3          | 3             | 0            | 0            | 0            | 0,2          | 7,2           | 46,7         | 66,7          | 344,6   |
| Record de pluie en 24 h (mm) date du record        | 29,4 1992/05 | 21,3 1970/02  | 34,3 1972/17 | 33 1970/24    | 56,1 1967/08  | 65,8 1963/20 | 74,1 1996/19 | 56 1981/06   | 83,8 1969/09 | 54,4 1970/03  | 47,4 1994/02 | 37 1993/11    |         |
| Record de neige en 24 h (cm) date du record        | 33 1994/04   | 32,5 1977/20  | 53,3 1972/22 | 30 1995/05    | 12,7 1962/09  | 0 1959/01    | 0 1957/01    | 0 1957/01    | 4,2 1980/28  | 25,4 1963/29  | 30,5 1971/25 | 29,5 1975/26  |         |
| Nombre de jours avec précipitations                | 1,4          | 1,5           | 3,4          | 9,1           | 15,8          | 14,5         | 15,7         | 15,8         | 16,9         | 15,2          | 8,4          | 2,6           | 120     |
| dont nombre de jours avec précipitations ≥ 5 mm    | 0,69         | 0,56          | 1,2          | 3,3           | 5,4           | 5,5          | 6            | 6,1          | 5            | 5,3           | 3,6          | 1,1           | 43,7    |
| dont nombre de jours avec précipitations ≥ 10 mm   | 0,38         | 0,19          | 0,59         | 1,4           | 2,5           | 3            | 3,4          | 2,9          | 3,1          | 2,6           | 1,5          | 0,44          | 22      |
| Nombre de jours avec neige                         | 17,4         | 13,9          | 12,8         | 6,3           | 1             | 0            | 0            | 0            | 0,18         | 2,7           | 9,8          | 9,8           | 80,9    |

| Diagramme climatique                                  |               |               |             |           |             |               |               |             |          |             |               |
| J                                                     | F             | M             | A           | M         | J           | J             | A             | S           | O        | N           | D             |
| −9,9−2085,3                                           | −7,8−18,969,5 | −1,7−12,266,5 | 6,1−3,875,9 | 14,2289,5 | 20,27,693,3 | 22,811,2102,1 | 21,510,1100,5 | 16,15,781,6 | 9,10,288 | 1,2−5,998,2 | −5,9−14,381,8 |
| Moyennes : • Temp. maxi et mini °C • Précipitation mm |               |               |             |           |             |               |               |             |          |             |               |

## Population et société

### Démographie

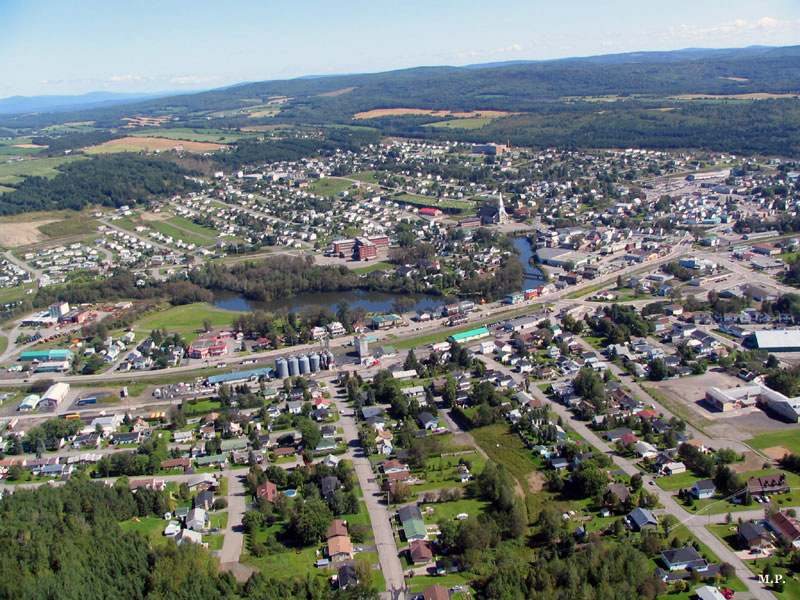
Vue aérienne de la ville d'Amqui

| 1884 | 1885 | 1886 | 1887 | 1888 | 1889 |
| ---- | ---- | ---- | ---- | ---- | ---- |
| 330  | 457  | 470  | 512  | 556  | 628  |

| 1890 | 1891 | 1892 | 1893  | 1894  | 1895  |
| ---- | ---- | ---- | ----- | ----- | ----- |
| 691  | 616  | 964  | 1 024 | 1 206 | 1 394 |

| 1896  | 1897  | 1898  | 1899  | 1900  | 1901  |
| ----- | ----- | ----- | ----- | ----- | ----- |
| 1 812 | 1 820 | 1 901 | 2 141 | 2 355 | 2 404 |

| 1902  | 1903  | 1904  | 1905  | 1906  | 1907  |
| ----- | ----- | ----- | ----- | ----- | ----- |
| 2 813 | 2 730 | 2 111 | 1 821 | 1 810 | 2 250 |

| 1908  | 1909  | 1910  | 1911  | 1912  | 1913  |
| ----- | ----- | ----- | ----- | ----- | ----- |
| 2 176 | 2 289 | 2 340 | 2 400 | 2 470 | 2 525 |

| 1914  | 1915  | 1916  | 1917  | 1918  | 1919  |
| ----- | ----- | ----- | ----- | ----- | ----- |
| 2 600 | 2 700 | 2 800 | 2 850 | 3 000 | 3 228 |

| 1920  | 1921  | 1922  | 1923  | 1924  | 1925  |
| ----- | ----- | ----- | ----- | ----- | ----- |
| 3 355 | 3 505 | 3 553 | 3 833 | 3 672 | 2 970 |

| 1926  | 1927  | 1928  | 1929  | 1930  | 1931  |
| ----- | ----- | ----- | ----- | ----- | ----- |
| 2 927 | 2 806 | 2 745 | 2 991 | 3 061 | 3 226 |

| 1936  | 1941  | 1951  | 1956  | 1961  | 1966  |
| ----- | ----- | ----- | ----- | ----- | ----- |
| 3 524 | 1 593 | 2 599 | 3 247 | 3 659 | 3 854 |

| 1971  | 1976  | 1981  | 1986  | 1991  | 1996  |
| ----- | ----- | ----- | ----- | ----- | ----- |
| 3 797 | 3 949 | 4 048 | 4 249 | 4 339 | 6 800 |

| 2001  | 2006  | 2011  | 2016  | 2021  | - |
| ----- | ----- | ----- | ----- | ----- | - |
| 6 473 | 6 261 | 6 322 | 6 178 | 5 999 | - |

## Politique et administration
Les élections municipales se font en bloc et suivant un découpage de six districts.
| Amqui Maires depuis 2002                                                                                              |                   |         |          |
| Élection | Maire             | Qualité | Résultat |
| 2002 | Gaétan Ruest      |         | Voir     |
| 2005 | Gaétan Ruest      | Voir    |          |
| 2009 | Gaétan Ruest      | Voir    |          |
| 2013 | Gaétan Ruest      | Voir    |          |
| 2017 | Pierre D'Amours   |         | Voir     |
| 2021 | Sylvie Blanchette |         | Voir     |
| Élection partielle en italique Depuis 2005, les élections sont simultanées dans toutes les municipalités québécoises. |                   |         |          |

### Représentation politique
Au niveau provincial, Amqui fait partie de la circonscription électorale de Matane-Matapédia.
Au niveau fédéral, la municipalité fait partie de la circonscription fédérale de Avignon—La Mitis—Matane—Matapédia.

### Santé et services sociaux
La ville d'Amqui comporte un hôpital, le Centre hospitalier régional d'Amqui. Elle compte également un centre hospitalier de soins de longue durée (CHSLD) et un centre local de services communautaires, le CLSC de la Vallée.

### Éducation

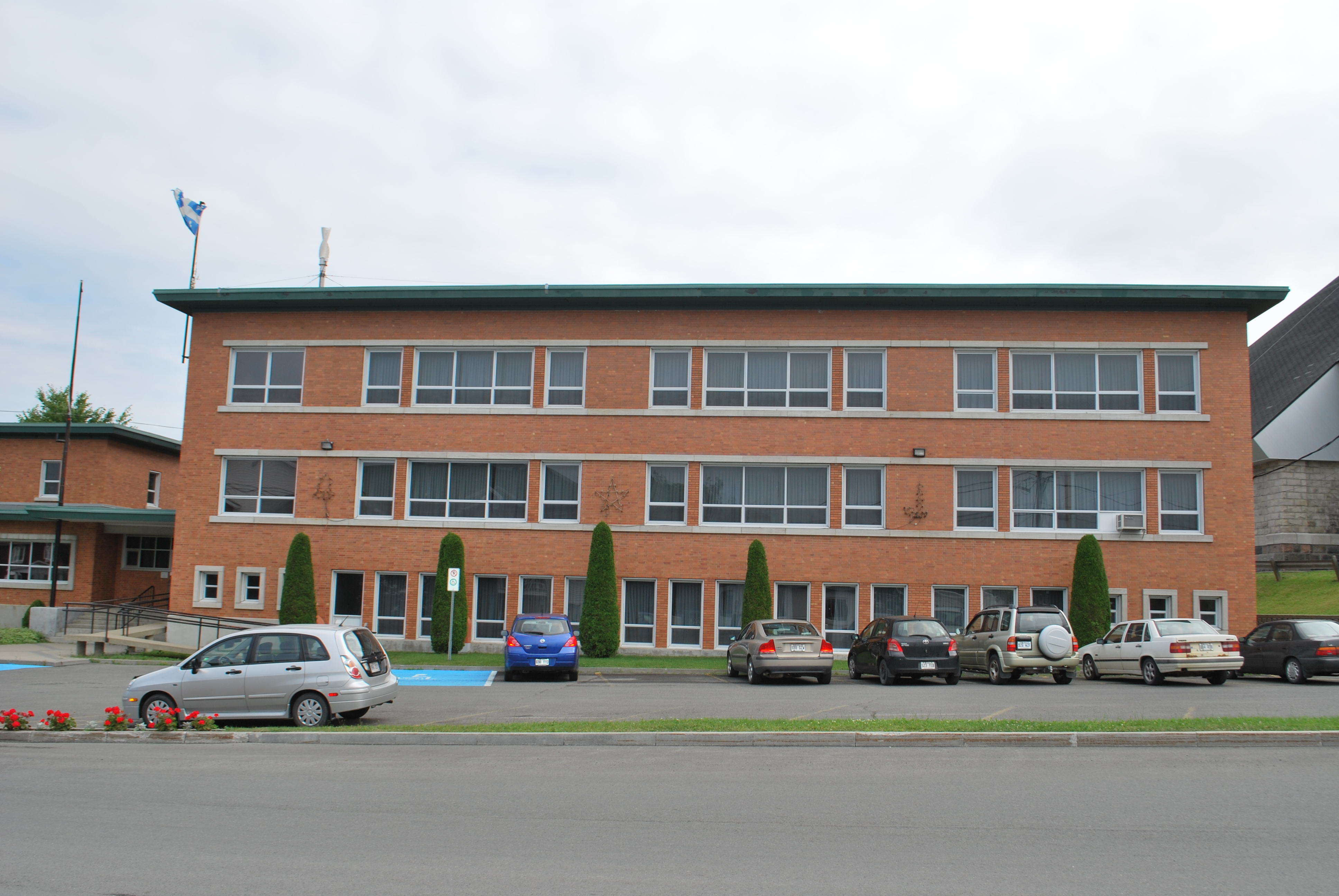
Centre matapédien d'études collégiales

Une partie du centre administratif de la Commission scolaire des Monts-et-Marées (CSMM) se situe à Amqui, l'autre étant située à Matane.
La ville d'Amqui possède cinq établissements d'éducation :
- Niveau collégial (CEGEP) :
  - Le Centre matapédien d'études collégiales (CMÉC) : Le CMÉC fait partie du Cégep de Rimouski[32]. Le CMÉC offre des programmes préuniversitaires en sciences et techniques en physiothérapie et gestion de commerce[33]
- Niveau secondaire :
  - L'École polyvalente Armand Saint-Onge : accueille 963 élèves (2008)[34]
  - Centre d'éducation des adultes (CEA) de la Vallée : situé dans le même établissement que l'école Sainte-Ursule
- Niveaux préscolaire et primaire :
  - L'École Caron : accueille 214 élèves (2008)[34]
  - L'École Sainte-Ursule : accueille 337 élèves (2008)[34]

En plus de ses établissements d'éducation, la ville d'Amqui possède une bibliothèque municipale. L'université située la plus près d'Amqui est l'Université du Québec à Rimouski (UQAR).

### Loisirs
La ville d'Amqui a un bâtiment de services principal abritant une piscine intérieure, un curling, une salle communautaire et une vingtaine de salles de réunion.
Le club de patinage artistique (CPA) Mira-Belle s'entraîne à l'aréna d'Amqui. À l'aréna d'Amqui, il y a aussi un club de patinage de vitesse (CPV) qui y fait ses entraînements.
Le club de golf Revermont présente un parcours de 18 trous aux golfeurs. La rivière Matapédia traverse le terrain de golf.
À l'intérieur du bâtiment de la salle communautaire d'Amqui, il y a une piscine intérieure. Au camping d'Amqui se retrouve une piscine extérieure ouverte l'été uniquement.
Il y a un club de Bowling nommé "Quilles vallée d'Amqui Inc" situé derrière la Cantine Fortier sur la route 132.
Il y a un club de curling à Amqui nommé le Club de curling de la Vallée. Le curling se situe à l'intérieur du bâtiment de la salle communautaire.
Des terrains de tennis extérieurs sont disponibles à Amqui.
Un terrain de balle est présent à Amqui à côté de la salle communautaire d'Amqui.
Il y a eu un club de hockey, les Beavers d'Amqui, qui a évolué durant la seule saison de la ligue de hockey New Brunswick-Québec en 1957-58.

## Économie

### Transport

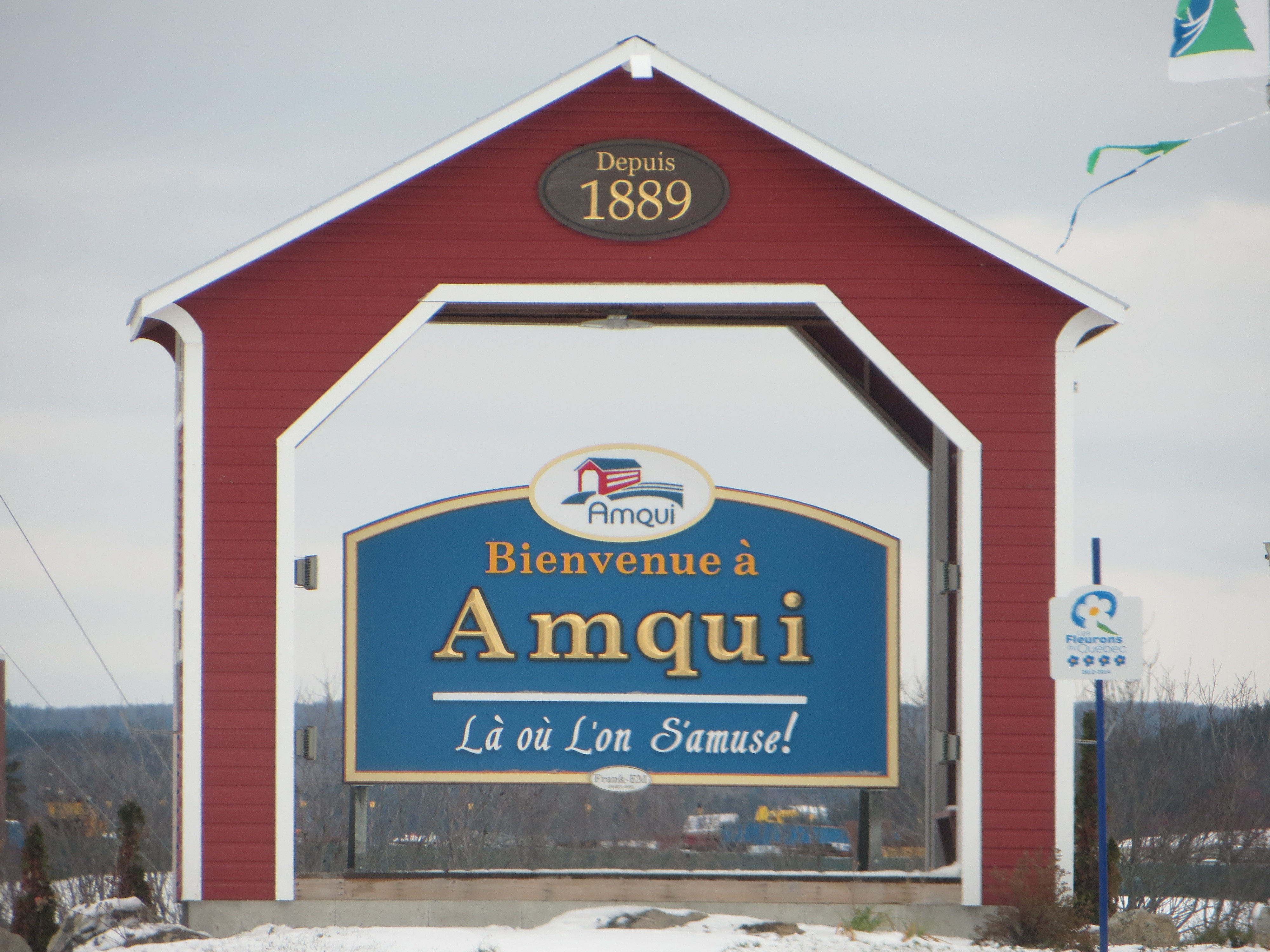
Affiche de bienvenue à Amqui le long de la route 132

La ville est située à l'intersection de deux routes nationales, soit la route 132 et la route 195. Ces routes permettent respectivement de relier Amqui à Mont-Joli et à Matane.
De plus, la ville compte une gare de train de passagers de VIA Rail Canada. Elle est desservie par le train Montréal - Gaspé, ainsi que par L'Océan, qui fait le trajet de Montréal à Halifax. Elle est également desservie par les autocars d'Orléans Express.

### Tourisme

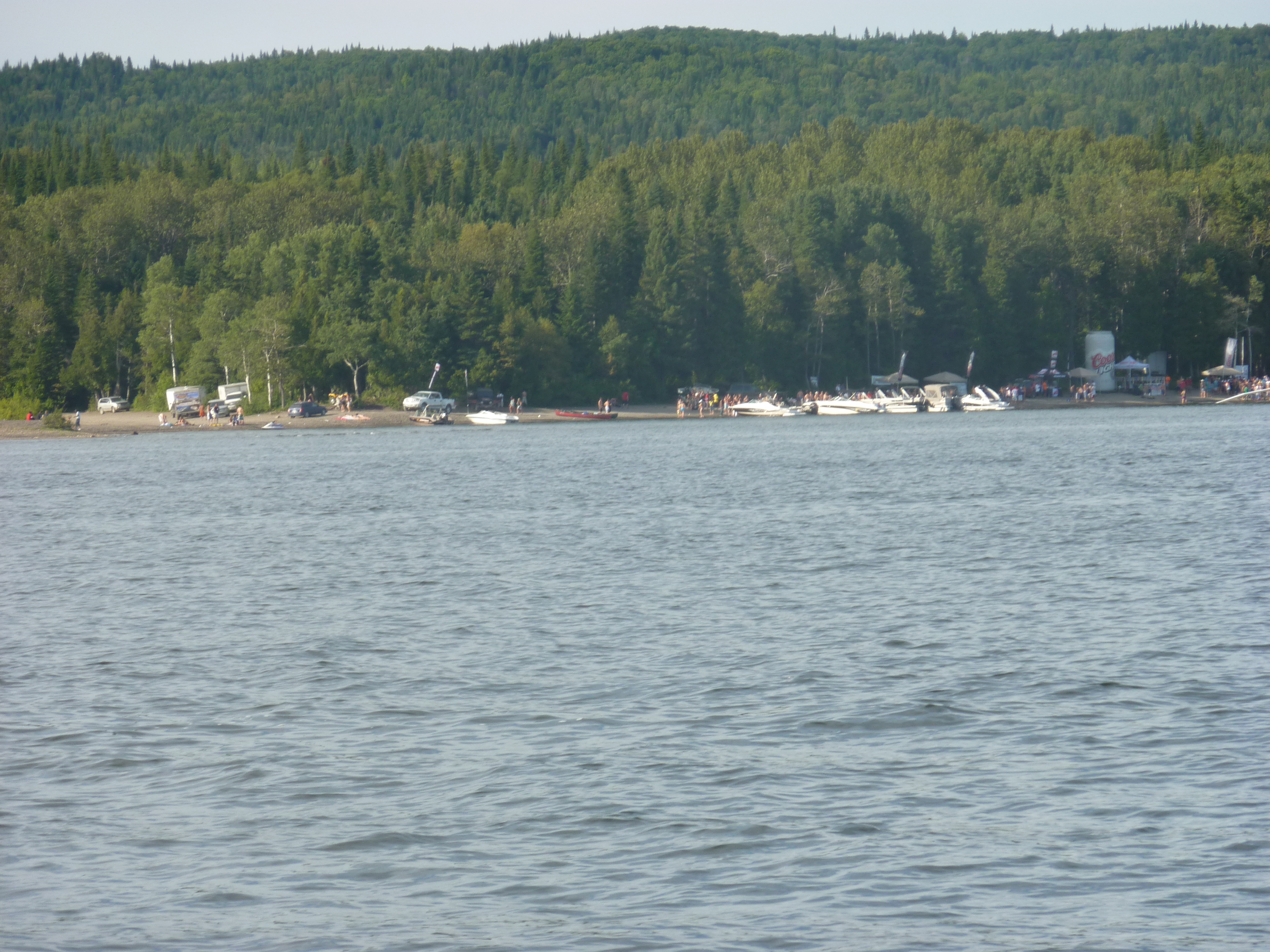
Pointe fine d'Amqui durant le X-Fest, un festival de wakeboard

Amqui est un village-relais. Un village-relais est une municipalité qui offre sensiblement les mêmes services qu'une aire de service comme la restauration, l'essence et l'hébergement.
Amqui dispose de plusieurs installations touristiques. Entre autres, on peut y pratiquer la pêche sportive (incluant le saumon), le golf, le camping, la randonnée pédestre, le vélo de montagne, la randonnée en VTT ou en motoneige, le vol libre et différentes activités nautiques.
La station de ski de Val-d'Irène (Parc régional de Val-d'Irène), aménagée en 1971 au pied du mont du même nom qui culmine à 685 m, est tout près (48° 28′ 21″ N, 67° 34′ 20″ O). Le centre de ski comporte 26 pentes.

## Culture

### Exposition agricole
Chaque année, au début du mois de juin, la ville d'Amqui est hôte de l'exposition agricole de la Matapédia. En plus des nombreux animaux, le terrain du centre sportif accueille un chapiteau, des activités pour les plus jeunes et plusieurs exposants.

### Symboles et devise

Logo de la ville d'Amqui

Le logo de la ville d'Amqui présente un pont couvert unissant deux rives. Le rouge représente la chaleur et est la couleur du pont couvert Beauséjour. Le bleu représente l'eau et le calme. Avant cela, la ville avait un logo de forme triangulaire.
| L'écu d'Amqui se blasonne ainsi : De gueules à sapin d’or, sur le tout une rivière courante en bande d’argent; à un chef d’or, chargé d’un dextrochère de sable, accosté de deux croix fleurdelisées du premier. |

La devise officielle d'Amqui est « Per ardua virtus » (« Courage au milieu des problèmes ardus » en latin). Cependant, la devise populaire est « Là où l'on s'amuse ! »

### Patrimoine

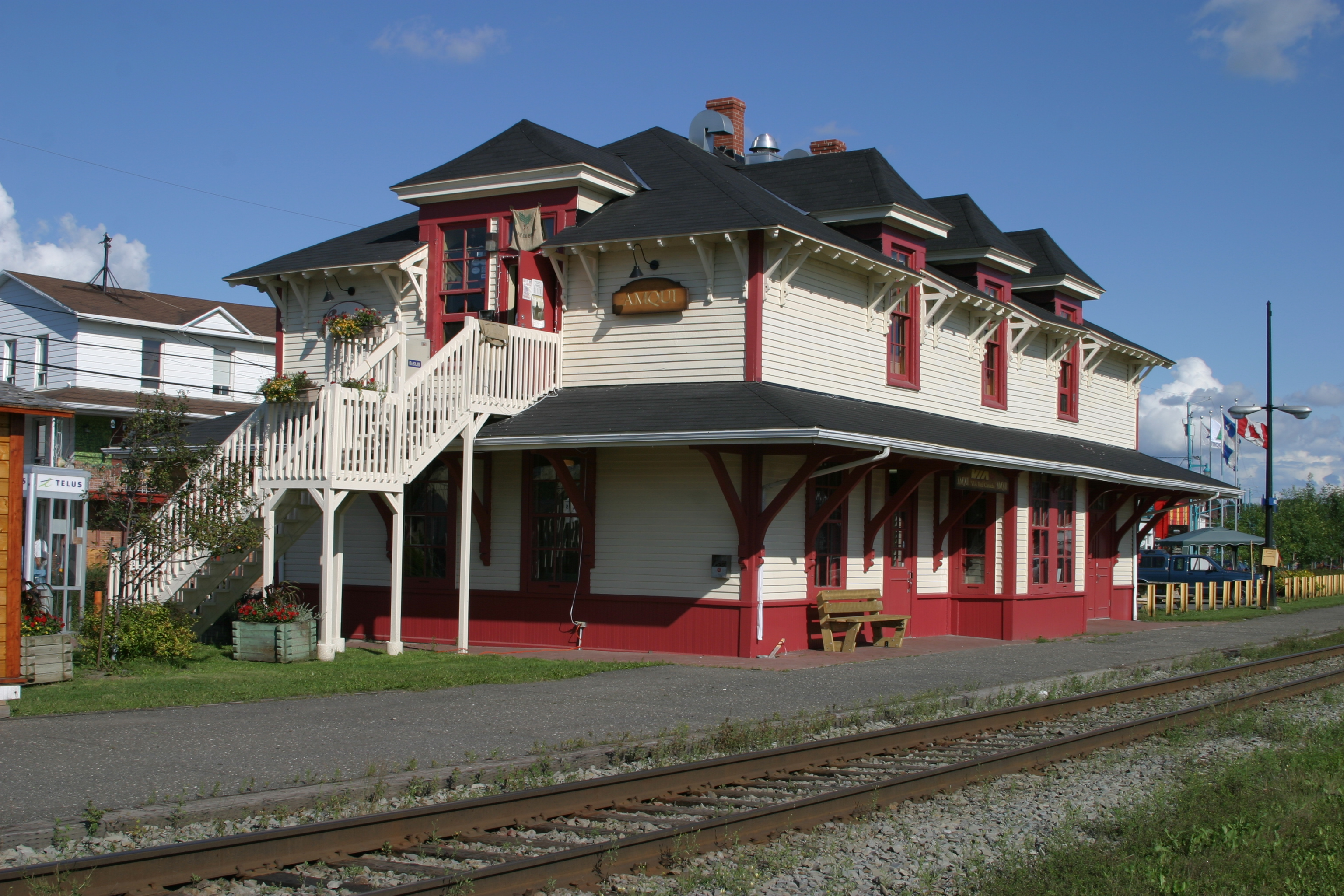
Gare d'Amqui

La gare d'Amqui est une gare en bois de deux étages, construite en 1904. Elle est protégée par le gouvernement fédéral en vertu de la Loi sur la protection des gares ferroviaires patrimoniales depuis 1993.
La gare du Canadien National est représentative de la période de prospérité du tournant du siècle et de l'expansion connexe des compagnies ferroviaires en général et du chemin de fer Intercolonial (CFI) en particulier. Amqui dépendait du chemin de fer pour transporter ses produits agricoles et ses pièces finies en bois.
La conception de la gare d'Amqui est inhabituelle pour une gare du CFI. Elle se distingue par sa conception à deux étages, abritant le logement du chef de gare et de sa famille.
Une nouvelle fontaine a été construite dans le centre-ville d'Amqui. Inaugurée le 24 juin 2010, cette fontaine se trouve en face de la gare d'Amqui.
La ville d'Amqui possède deux ponts couverts. Le plus ancien est  le pont des Anses-Saint-Jean et a été construit en 1931. Le second est le pont Beauséjour. Il traverse la rivière Matapédia et est situé dans le parc Pierre-et-Maurice-Gagné. Le pont se trouvait originellement dans l'ancienne municipalité de Sainte-Odile de Rimouski. Le pont étant désaffecté depuis plus de 20 ans, cette municipalité l'a gracieusement offert à la ville d'Amqui en 1999 qui l'acquiert en 2005. Le pont Beauséjour a été construit en 1932 selon un modèle Town élaboré.
En juin 2002, la ville d'Amqui a publié un livre d'art intitulé Amqui, lieu de rencontre qui est écrit par Madeleine Gagnon et dont les photos sont l'œuvre de Michel Dompierre. Ce livre raconte l'histoire de la région.

## Personnalités

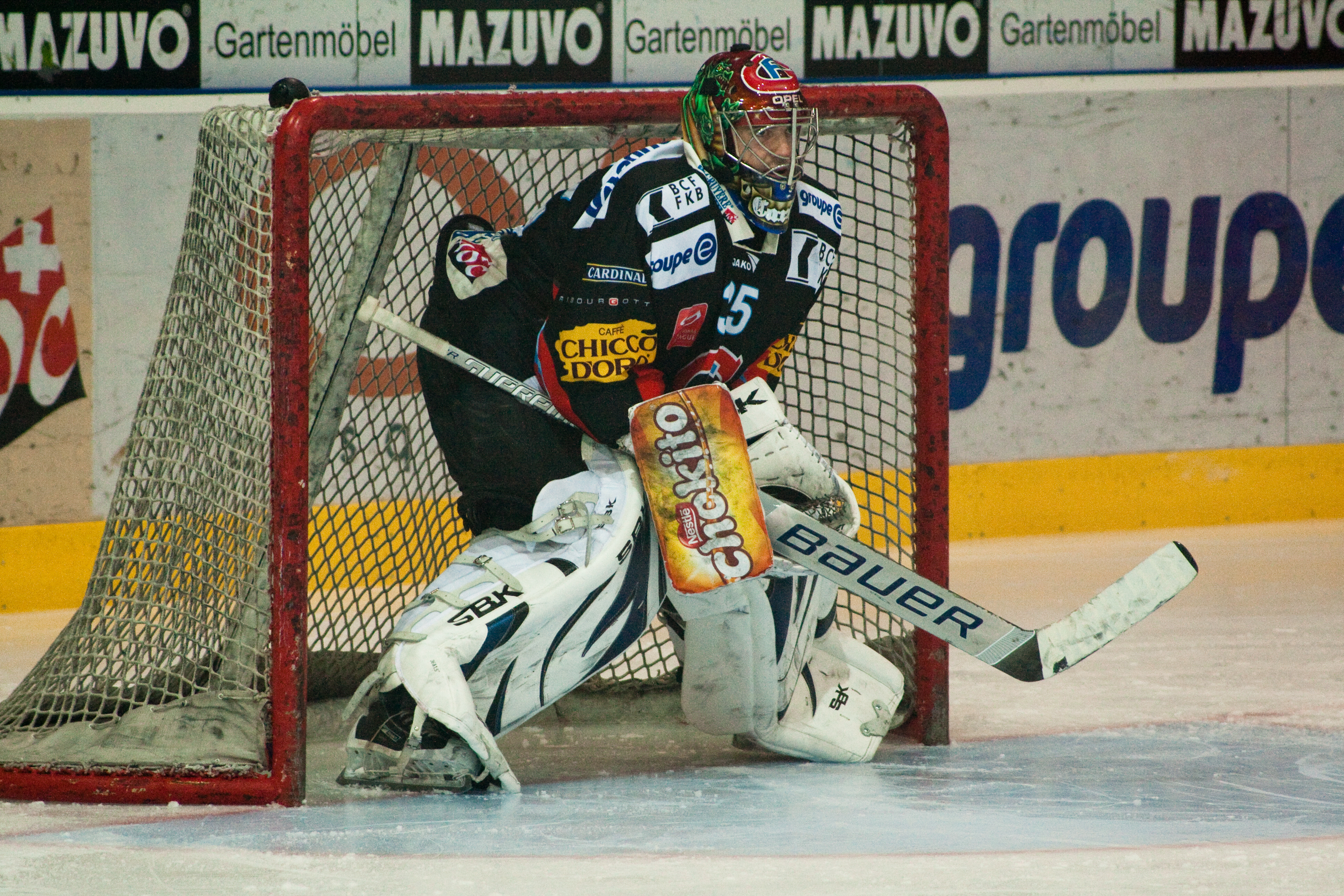
Sébastien Caron, joueur professionnel de hockey sur glace

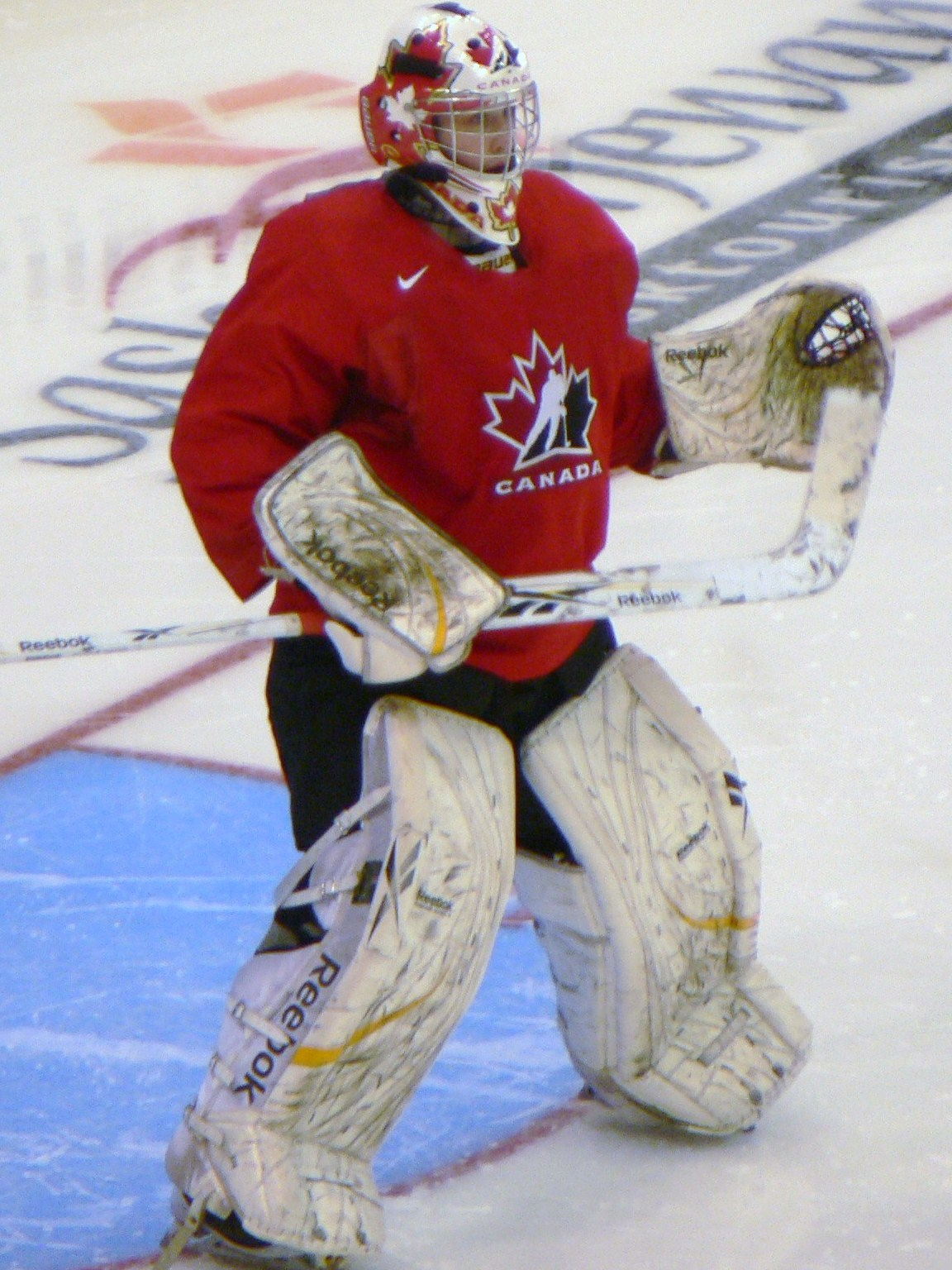
Olivier Bellavance-Roy, joueur professionnel de hockey sur glace

### Sport
- Ann-Véronique Michaud est une patineuse de vitesse qui s'entraîne à l'aréna d'Amqui qui est un espoir olympique qui termina en 6e position au 500 m des Jeux du Canada en février 2007 au Québec. Cette dernière a pour entraîneur le champion olympique Éric Bédard[41].
- Christian Boucher a remporté le championnat canadien de descente et de sauts à ski au travers falaises et boisés (free ski) en janvier 2007.
- Olivier Bellavance-Roy est un joueur professionnel de hockey né à Amqui.
- Sébastien Caron est un joueur professionnel de hockey natif d'Amqui.
- Alexandre Mallet (en) est un joueur professionnel de hockey natif d'Amqui.
- Catherine LeFrançois (en) est une culturiste native d'Amqui.
- Maurice Gagné est un patineur de vitesse.

### Religion
- Louis Levesque, archevêque émérite de Rimouski, est né à Amqui.
- Raymond Dumais, natif d'Amqui, évêque émérite de Gaspé.
- Joseph Marie Régis Belzile (en), natif d'Amqui, prêtre des Frères mineurs capucins, évêque du diocèse de Moundou au Tchad de 1974 à 1985.

### Science et société
- Marcel Rioux, sociologue et ethnologue.

### Culture
- Éric Dupont, écrivain né à Amqui en 1970.
- Jasmine Dubé, auteure, dramaturge et comédienne née à Amqui en 1957.
- Lee Gagnon, saxophoniste ténor et alto, flûtiste et compositeur né à Amqui en 1934. Il a notamment écrit pour les chanteuses Ginette Reno, Nicole Martin et Emmanuëlle.
- Madeleine Gagnon, écrivaine, née en 1938.
- Éric Forbes, auteur du roman Amqui[42], a demeuré à Amqui entre l'âge de 9 et 18 ans.

### Politique et gestion
- Jean-Luc Joncas, homme d'affaires et politique né à Amqui en 1936. Il fut maire d'Amqui de 1982 à 1984. Ensuite, il fut député à la Chambre des communes du Canada de 1984 à 1993 pour le Parti progressiste-conservateur du Canada.
- Perrault LaRue, dentiste et homme politique né à Amqui en 1925. Il fut député à la Chambre des communes du Canada de 1958 à 1962 pour le Parti progressiste-conservateur du Canada.
- Alfred Belzile, agriculteur et homme politique né à Amqui en 1907. Il fut député à la Chambre des communes du Canada avec le Parti progressiste-conservateur du Canada pour la circonscription de Haute-Gaspésie—La Mitis—Matane—Matapédia de 1958 à 1963.
- Solange Charest, femme politique native d'Amqui. Elle fut députée péquiste de la circonscription de Rimouski à l'Assemblée nationale du Québec de 1994 à 2007.
- Charles Beaulieu, professeur et gestionnaire né à Amqui en 1930. Membre de l'Ordre du Canada et de l'Ordre national du Québec.
- Diane Francœur, gynécologue native d'Amqui. Elle est la première femme à être présidente de la Fédération des médecins spécialistes du Québec.